# Chilothorax paykulli
Chilothorax paykulli é uma espécie de insetos coleópteros polífagos pertencente à família Aphodiidae.
A autoridade científica da espécie é Bedel, tendo sido descrita no ano de 1907.
Trata-se de uma espécie presente no território português.